# Nanteuil-sur-Aisne
Nanteuil-sur-Aisne és un municipi francès situat al departament de les Ardenes i a la regió del Gran Est. L'any 2007 tenia 124 habitants.

## Demografia

### Població
El 2007 la població de fet de Nanteuil-sur-Aisne era de 124 persones. Hi havia 48 famílies de les quals 8 eren unipersonals (4 homes vivint sols i 4 dones vivint soles), 16 parelles sense fills, 20 parelles amb fills i 4 famílies monoparentals amb fills.
La població ha evolucionat segons el següent gràfic:
Habitants censats

### Habitatges
El 2007 hi havia 55 habitatges, 51 eren l'habitatge principal de la família, 3 eren segones residències i 1 estava desocupat. 54 eren cases i 1 era un apartament. Dels 51 habitatges principals, 35 estaven ocupats pels seus propietaris, 14 estaven llogats i ocupats pels llogaters i 2 estaven cedits a títol gratuït; 1 tenia dues cambres, 6 en tenien tres, 10 en tenien quatre i 34 en tenien cinc o més. 41 habitatges disposaven pel capbaix d'una plaça de pàrquing. A 18 habitatges hi havia un automòbil i a 29 n'hi havia dos o més.

### Piràmide de població
La piràmide de població per edats i sexe el 2009 era:
| Homes | Edats   | Dones |
| ----- | ------- | ----- |
| 0     | 95 o +  | 0     |
| 0     | 90 a 94 | 0     |
| 4     | 85 a 89 | 0     |
| 4     | 80 a 84 | 0     |
| 4     | 75 a 79 | 4     |
| 4     | 70 a 74 | 12    |
| 0     | 65 a 69 | 4     |
| 0     | 60 a 64 | 0     |
| 0     | 55 a 59 | 0     |
| 4     | 50 a 54 | 4     |
| 4     | 45 a 49 | 4     |
| 8     | 40 a 44 | 12    |
| 8     | 35 a 39 | 0     |
| 4     | 30 a 34 | 0     |
| 0     | 25 a 29 | 4     |
| 0     | 20 a 24 | 4     |
| 4     | 15 a 19 | 16    |
| 4     | 10 a 14 | 4     |
| 4     | 5 a 9   | 4     |
| 4     | 0 a 4   | 0     |

## Economia
El 2007 la població en edat de treballar era de 80 persones, 65 eren actives i 15 eren inactives. De les 65 persones actives 61 estaven ocupades (34 homes i 27 dones) i 4 estaven aturades (2 homes i 2 dones). De les 15 persones inactives 3 estaven jubilades, 7 estaven estudiant i 5 estaven classificades com a «altres inactius».

### Ingressos
El 2009 a Nanteuil-sur-Aisne hi havia 51 unitats fiscals que integraven 121 persones, la mediana anual d'ingressos fiscals per persona era de 18.123 €.

### Activitats econòmiques
Dels 5  establiments que hi havia el 2007, 1 era d'una empresa de construcció, 1 d'una empresa de comerç i reparació d'automòbils, 1 d'una empresa de transport, 1 d'una empresa immobiliària i 1 d'una empresa de serveis.
L'únic servei als particulars que hi havia el 2009 era una empresa de construcció.
L'any 2000 a Nanteuil-sur-Aisne hi havia 5 explotacions agrícoles que ocupaven un total de 815 hectàrees.

## Poblacions més properes
El següent diagrama mostra les poblacions més properes.